# Peter Solley
Peter "Pete" Solley né le 19 octobre 1948 à Londres et mort le 16 novembre 2023 à Brattleboro (Vermont), est un musicien et producteur de disques britannique nommé aux Grammy Awards. Il a enregistré avec Eric Clapton, Al Stewart et Whitesnake, Ted Nugent, Oingo Boingo, Motörhead, The Romantics, Jo Jo Zep avec Des « Animal » McKenna, Peter Frampton, The Sports, Wreckless Eric et bien d'autres.

## Biographie
À l'âge de 13 ans, il remporte une bourse au Trinity College of Music de Londres et devient musicien de session après avoir obtenu son diplôme. À la fin des années 1960, il joue dans The Thunderbirds, le groupe de soutien du chanteur Chris Farlowe sur l'album The Art of Chris Farlowe avec Albert Lee, Jimmy Page, Carl Palmer et Mick Jagger qui fait les chœurs et agit comme producteur. Il fait également partie du groupe de soutien du chanteur Terry Reid, qui a tourné aux États-Unis avec The Rolling Stones et Cream en 1968. Un an plus tard, il participe à l'enregistrement d'un maxi single du groupe britannique Les Fleur de Lys avec le bassiste Gordon Haskell et le chanteur Tony Head, Moondreams/Wait For Me/Circles/So, Come On qui fut réédité en 2003. En 1969 et 1970, il a été organiste de tournée pour The Crazy World of Arthur Brown avec Vincent Crane et Carl Palmer.
Solley est un membre fondateur du groupe britannique rock progressif Paladin, dont le deuxième album, Charge! présente une jaquette de Roger Dean. Après la dissolution de Paladin en 1973, Solley rejoint le groupe Fox, qui a connu une série de tubes avant de se séparer en 1977.
Après avoir décliné des invitations à jouer avec différentes formations, Solley est devenu membre du groupe rock progressif Procol Harum, jouant de l'orgue et des synthétiseurs (ce qui a permis à Chris Copping de prendre la relève de la basse). Au cours de ses années au sein du groupe, il a enregistré un album, Something Magic, et a effectué de nombreuses tournées pour promouvoir cet album. Peu de temps après, le groupe s'est séparé.
En 1978, il rejoint le groupe Whitesnake nouvellement fondé et enregistre son premier album, Snakebite. Sur la jaquette de l'album, il a été crédité en tant qu'invité spécial, mais il a continué à faire des tournées avec le groupe jusqu'en juillet 1978. Il a alors été remplacé par Jon Lord.
Dans les années 1980, Solley écrit des jingles télévisés pour des clients tels que British Airways, BMW et Coca-Cola, et il devient producteur de disques. Ses crédits incluent des albums pour les groupes australiens Sports Don't Throw Stones et Jo Jo Zep & The Falcons Screaming Targets, Hats Off Step Lively, ainsi que pour l'album Jo Jo Zep Cha de 1982, mettant en vedette le nouveau succès « Taxi Mary » avec les voix de Jane Clifton et Ray Pereira et Des « Animal » McKenna aux percussions et à la batterie. La production la plus connue de Solley est le single de 1980 intitulé « What I Like About You » du groupe The Romantics. Il a également produit l'album nommé aux Grammy Awards, 1916 de Motörhead.
En 1997, il rejoint brièvement Procol Harum pour un concert à Redhill et, en 2004, joue avec leur chanteur Gary Brooker lors d'un concert à Guildford.
Solley est d'origine roumaine, ses grands-parents étaient originaires de Roumanie. Son père est Leslie Solley, un politicien britannique et avocat.

## Discographie
Chris Farlowe and The Thunderbirds
- 1966 : The Art of Chris Farlowe

Les Fleurs De Lys
- 1969 : Moondreams/Wait For Me/Circles/So, Come On - Maxi Single

Paladin
- 1971 : Paladin
- 1972 : Charge
- 2002 : Jazzattack

Fox
- 1975 : Fox
- 1975 : Tails of Illusion
- 1977 : Blue Hotel

Procol Harum
Après avoir quitté Paladin et avant de rejoindre Fox en 1975, Peter Solley a participé à l'aventure de Snafu (voir Wikipedia à ce sujet) en 1973 et 1974.
On le retrouve sur les deux 1ers albums du groupe : 1 / "Snafu" (1973) où Solley participe à l'écriture de 3 titres "Said He The Judge", "Country Nest" et "That's The Song" puis 2 / "Situation Normal" (1974) dans lequel il s'implique dans tous les titres. 
En 1974, Solley tient le synthé sur 2 titres "Starbright, Starlight" et "Going For A Quick One" dans l'album "Staircase To The Day" du groupe Gravy Train.
Après il y a son passage avec Fox puis Procol Harum comme mentionné dans l'article. 
- 1977 : Something Magic

Whitesnake
- 1978 : Snakebite - Pete joue sur la face A seulement.